# 반사역 구문
반사역 구문(anticausative syntax)이란, 언어학에서 사용되는 용어로, 그 안에 함의된 행위자가 없는 자발적 과정을 표현하는 구문을 의미한다. 주로 아프리카의 언어인 반투어군에서 나타나는 구문 현상이지만, 다른 언어들에서도 종종 발견된다.
일반적으로 사역 구문에서는 행위자 주어(A), 피행위자(P), 사역동사(V1), 피행위자의 술어(V2)가 나타나서 [A, V1, P, V2] 구조를 형성한다. 예컨대 한국어에서 "철수가 영희를 죽게 했다."는 문장에서, A는 '철수', V1는 '-하게 하다', P는 '영희', V2는 '죽다'이다. 여기에서 V1의 지배값은 3이다.
반사역 구문은 이런 사역 구문에서 유도되는데, 수동태를 만들지 않고 V1의 지배값을 감소시키는 형태 중 하나이다. 반투어군의 언어에서는 사역 구문이 반사역화되면 V1은 반사역 표지를 받아 자동사로 변하고, A는 사라진다. 위의 예에서 이를 적용하면 '(누군가가) 영희에게 죽게 했다'의 의미로 바뀐다.
다른 언어들의 반사역 구문에서는 이 형식 이외에, 사역 구문에서 변화할 때 독립 단어를 첨가하거나 어순을 바꾸기도 한다.

## 같이 보기
- 사역 구문
- 사역동사
- 반사역동사

## 참고 문헌
- 윤병달, 『언어와 의미』, 도서출판 동인, 2009, 309-310쪽.